# Zhou Zijian
Zhou Zijian (chinesisch 周子健, Pinyin Zhōu Zǐjiàn; * 1. April 1914 in Linquan, Anhui; † 24. März 2003 in Peking) war ein Politiker der Kommunistischen Partei Chinas (KPCh) in der Volksrepublik China, der unter anderem von 1981 bis 1983 Gouverneur von Anhui war.

## Leben
Zhou Zijian engagierte sich in der kommunistischen „Liga gegen Imperialismus“ und trat im Januar 1936 als Mitglied der Kommunistischen Partei Chinas (KPCh) bei. 1937 ging er nach Yan’an, das Ziel des Langen Marsches und Zentrum der KPCh in jener Zeit. Er besuchte die Zentrale Parteihochschule der Kommunistischen Partei Chinas und wurde 1947 Mitarbeiter in der Zentralabteilung Vereinigte Arbeitsfront des Zentralkomitees der Kommunistischen Partei Chinas. Nach der Gründung der Volksrepublik China am 1. Oktober 1949 übernahm er verschiedene Aufgaben in der Regierung und wechselte 1952 in das Erste Ministerium für Maschinenbau. Im Februar 1977 löste er schließlich Li Shuiqing als Minister für die Erste Maschinenbauindustrie ab und bekleidete dieses Amt bis zu seiner Ablösung durch Rao Bin im Februar 1982. Auf dem XI. Parteitag der Kommunistischen Partei Chinas 1977 wurde er Kandidat des Zentralkomitees der Kommunistischen Partei Chinas (ZK der KPCh). Er war ferner von 1978 bis 1988 in der fünften und sechsten Legislaturperiode Mitglied des Nationalen Volkskongresses.
Im März 1981 wurde Zhou Zijian als Nachfolger von Zhang Jingfu Gouverneur von Anhui und verblieb auf diesem Posten bis April 1983, woraufhin Wang Yuzhao seine Nachfolge antrat. Zugleich war er als Nachfolger von Zhang Jingfu von April 1982 bis zu seiner Ablösung durch Huang Huang am 31. März 1983 auch Sekretär des Parteikomitees der KPCh der Provinz Anhui. Auf dem XI. Parteitag der Kommunistischen Partei Chinas 1977 wurde er Mitglied des ZK der KPCh und gehörte diesem bis 1987 an. Zuletzt war er Mitarbeiter der Nationalen Planungskommission.

## Weblink
- Eintrag in China Vitae